# Janna Thompson
Janna Lea Thompson FASSA FAHA (* 12. November 1942 in Faribault, Minnesota, Vereinigte Staaten; † 24. Juni 2022 in Melbourne, Victoria, Australien) war eine australische Philosophin und Schriftstellerin US-amerikanischer Herkunft.

## Leben und Werk
Thompson wurde im November 1942 in der Kleinstadt Faribault südlich von Minneapolis im US-Bundesstaat Minnesota als älteste von zwei Töchtern eines Lehrer-Ehepaars geboren. Ihre Mutter war schwedischer, ihr Vater britisch-irischer Herkunft. Während ihrer Kindheit lebte sie mit ihren Eltern ein Jahr in England, wo diese ein Austauschprogramm für Lehrer absolvierten. Nach dem Schulabschluss in Faribault besuchte Thompson die University of Minnesota mit dem Plan, Journalistin zu werden. Ermutigt durch ihre Philosophie-Dozentin orientierte sie sich aber um und konzentrierte sich auf ein Studium der Philosophie. Nach dem Abschluss in Minnesota ging sie mit einer Marshall Scholarship für ein weiteres Philosophie-Studium an die Lady Margaret Hall der University of Oxford und schloss dort mit einem Bachelor of Philosophy ab, der damals für die Lehrberechtigung im Hochschulbereich genügte. Daher begann sie im Anschluss eine Laufbahn als Hochschullehrerin, die sie zunächst von 1966 bis 1970 an die University of Manchester führte. Danach wechselte sie nach Australien an die Melbourner Monash University, wo sie bis 1974 blieb und in dieser Zeit ein Diploma of Education erlangte.
Ab 1975 war Thompson Dozentin an der Melbourner La Trobe University, die näher an ihrem Domizil lag. Dort blieb sie über Jahrzehnte hinweg Teil des Lehrkörpers und wurde 2007 zur Professorin ernannt, ehe sie sich 2012 emeritierte. Daneben war sie langjährig mit dem Special Research Centre for Applied Philosophy and Public Ethics des Australian Research Council verbunden und leitete dessen Niederlassung an der Universität Melbourne von 2003 bis 2005 als stellvertretende Direktorin, wofür sie sich an der La Trobe University beurlauben ließ. Zudem war sie 2007 Gastprofessorin an der kanadischen University of Waterloo. Von 1991 bis 1992 war Thompson ferner Präsidentin der Australasian Association of Philosophy (AAP). Nach ihrer Emeritierung kehrte sie als Direktorin an das ARC Research Centre for Applied Philosophy and Public Ethics der University of Melbourne zurück; gleichzeitig blieb sie als Lehrbeauftragte (adjunct professor) auch im Ruhestand mit der La Trobe University verbunden.
Philosophisch beschäftigte sich Thompson zunächst mit Umweltethik und Feminismus, legte ihren Schwerpunkt aber vor allem auf das Dozieren und erweiterte gleichzeitig ihr Themenspektrum. Bis hinein in die frühen 1990er veröffentlichte sie daher nur wenig eigene Forschungsbeiträge. 1992 legte sie unter dem Titel Justice and World Order ihre erste Monografie vor, die sich mit globaler Gerechtigkeit vor dem Hintergrund einer zunehmend kosmopolitischen und globalisierten Welt auseinandersetzte. 1998 beschäftigte sie sich in ihrer zweiten Monografie Discourse and Knowledge mit Meinungsverschiedenheiten über Fragen der Ethik und Möglichkeiten zur Kompromissfindung. In den nächsten Jahren folgten unter anderem zwei Co-Herausgeberschaften: zum einen mit Loane Skene ein Sammelband zu ethischen Fragen der Anwendung von Gentechnik auf ungeborene Kinder (2008), zum anderen mit Klaus Neumann ein Sammelband zu Historical Justice and Memory (2015).
Zunehmend verlagerte Thompson ihren inhaltlichen Schwerpunkt auf die Überschneidung von intergenerativer Gesellschaft und Restorative Justice ausgehend von der Frage, ob die jetzigen Generationen Entschädigungen für die Verbrechen vorheriger Generationen an indigenen Völkern in Australien, in den USA und anderswo leisten sollten. Thompson bejahte diese Frage, indem sie das Konzept der intergenerativen Gerechtigkeit anwandte. Thompson beschäftigte sie sich mit diesem Sachbereich zunächst in der Monografie Taking Responsibility for the Past (2002), das ihr internationale Anerkennung einbrachte, ehe sie das Argument 2009 in ihrer vierten Monografie Intergenerational Justice fortführte. 2018 publizierte sie zum gleichen Thema ein Handbuch mit dem Titel Should Current Generations Make Reparation for Slavery?
In den Jahren nach ihrer Emigration nach Australien war Thompson auch politisch aktiv, unter anderem in der Frauenbewegung und der Umweltbewegung. Für einige Jahre gehörte sie der Communist Party of Australia an. Nur bedingt färbte diese politische Haltung auf ihr akademischen Werk an; eine profiliert marxistische oder kommunistische Akademikerin war Thompson nie. Während der Hochzeit der COVID-19-Pandemie in Australien verfasste sie zum Spaß einen Kriminalroman namens Lockdown, der von drei Frauen fortgeschrittenen Alters handelt, die sich als Detektivinnen betätigen. Zum Ende der Pandemie wurden bei Thompson mehrere letale Hirntumore diagnostiziert. In ihren letzten Lebensmonaten, in denen sie von ihrer Schwester begleitet wurde, leitete sie noch die Veröffentlichung ihres Romans in die Wege. Dessen Erscheinen erlebte sie nicht mehr; sie starb Ende Juni 2022 im Alter von 81 Jahren in Melbourne.

## Ehrungen
- 2001: Centenary Medal[3]
- 2002: Fellow der Australian Academy of the Humanities (FAHA)[2]
- 2006: Eureka Prize for Ethics für Taking Responsibility for the Past[2]
- 2011: Fellow der Academy of the Social Sciences in Australia (FASSA)[2]

## Veröffentlichungen
Monografien
- Justice and World Order: A Philosophical Inquiry. Routledge, London 1992. ISBN 978-0-415-07034-8.
- Discourse and Knowledge: Defence of a Collectivist Ethic. Routledge, London / New York 1998. ISBN 978-0-415-18544-8.
- Taking Responsibility for the Past: Reparation and Historical Justice. Polity Press, Cambridge 2002. ISBN 978-0-7456-2885-1.
- Intergenerational Justice: Rights and Responsibilities in an Intergenerational Polity. Routledge, New York 2009. ISBN 978-0-415-84522-9.
- Should Current Generations Make Reparation for Slavery? Polity Press, Cambridge 2018. ISBN 978-1-5095-1641-4.

Herausgeberschaften
- Women and Philosophy. Sonderbeilage zum Australasian Journal of Philosophy, Band 64, 1986, ISSN 0004-8402.
- mit Loane Skene: The Sorting Society: The Ethics of Genetic Screening and Therapy. Cambridge University Press, Cambridge 2008. ISBN 978-0-521-68984-7.
- mit Klaus Neumann: Historical Justice and Memory.  University of Wisconsin Press, Madison 2015. ISBN 978-0-299-30464-5.

Prosa
- Lockdown. Clan Destine Press, Bittern 2022. ISBN 978-1-922904-20-1.